# Трудове (Якимівська селищна громада)
Трудове́ (з 1932 до 1961 — День Паризької Комуни) — селище в Україні, у Якимівській селищній громаді Мелітопольського району Запорізької області. Населення становить  осіб. До 2017 орган місцевого самоврядування — Переможненська сільська рада.

## Географія
Селище Трудове знаходиться за 6 км від селища Січове.

## Історія
1932 - дата заснування як села День Паризької Комуни.
В 1961 році перейменоване в село Трудове.
12 червня 2020 року, відповідно до розпорядження Кабінету Міністрів України № 713-р «Про визначення адміністративних центрів та затвердження територій територіальних громад Запорізької області», увійшло до складу Якимівської селищної громади.
17 липня 2020 року, в результаті адміністративно-територіальної реформи та ліквідації Якимівського району, село увійшло до складу Мелітопольського району.
Селище тимчасово окуповане російськими військами 24 лютого 2022 року.